# Spain (banda)
Spain es una banda de rock estadounidense formada en Los Ángeles, California en 1993, y liderada por el cantante y bajista Josh Haden, un consagrado músico dentro de la escena de Los Angeles. Su música sincrética contiene elementos de country, blues, folk, jazz y slowcore. En una carrera que abarca más de dos décadas, Spain ha lanzado cinco álbumes de estudio, un álbum en vivo y una colección de lo mejor de estos mismos. A su vez tienen un documental sobre una de sus giras del 2000.

## Historia
El álbum debut de Spain The Blue Moods of Spain, lanzado en septiembre de 1995, incluía la canción "Spiritual", que desde entonces se ha convertido en un estándar, habiendo sido versionada en numerosas ocasiones por artistas como Johnny Cash, Soulsavers, Sean Wheeler y Zander Schloss. y por el propio padre de Haden, el gran jazzista Charlie Haden, quien interpretó una versión instrumental con el guitarrista de jazz Pat Metheny en su aclamado álbum de 1997 Beyond The Missouri Sky (Short Stories), el cual fue un éxito mayúsculo dentro de lo que un cover se puede tratar. El segundo álbum de Spain, She Haunts My Dreams, se grabó en 1999 en la isla sueca de Vaxholm y contenía actuaciones del pianista de jazz sueco Esbjörn Svensson, el guitarrista Björn Olsson y, en algún momento, el baterista de REM y Beck, Joey Waronker , el cual alabó las sesiones por su simplicidad y comodidad. Este álbum contenía la canción "Every Time I Try" que el director Wim Wenders incluyó en la banda sonora de The End of Violence. El tercer álbum de Spain, I Believe, fue lanzado en 2001, y una compilación, Spirituals: The Best Of Spain, fue lanzada en 2003.
Después de un período de inactividad, Haden reformó la banda con nuevos miembros en 2007. Esta formación más antigua de la banda cristalizó con la formación de Randy Kirk en los teclados y la guitarra, Matt Mayhall (de The Both ) en la batería y Daniel Brummel en la guitarra principal y los coros. En 2012, esta formación lanzó The Soul of Spain, la primera grabación de estudio nueva de la banda en 13 años, que "tiene un sonido innegablemente más brillante", y también cuenta con las actuaciones de las hermanas de Josh, Petra Haden, Rachel Haden y Tanya Haden, ahora conocidas profesionalmente. como Los trillizos Haden.
The Soul of Spain recibió elogios de la crítica en la prensa europea y el grupo completó varias giras europeas, incluidas actuaciones en Bélgica, Dinamarca, Noruega, Francia, Alemania, Países Bajos, Suiza, Italia, España, Portugal y el Reino Unido. Durante este período, Dylan McKenzie se agregó al grupo como miembro de gira en la guitarra acústica, y en 2013, la formación de la gira grabó The Morning Becomes Eclectic Session, un álbum en vivo grabado en KCRW que también presenta a The Haden Triplets. En 2013, la formación de Haden, Mayhall, Brummel y Kirk se volvió a reunir para grabar otro estudio de larga duración, Sargent Place, que fue producido por Gus Seyffert, mezclado por Darrell Thorp y lanzado en Dine Alone Records el 4 de noviembre de 2014. El álbum contiene la última interpretación grabada de Charlie Haden, la canción "You and I", y AllMusic le otorgó una calificación de cuatro estrellas.

## Miembros

### Actuales
- Josh Haden (voz, bajo)

### Anteriores
- Matt Mayhall (batería)
- Daniel Brummel (guitarra)
- Randy Kirk (teclados, guitarra)
- Dylan McKenzie (guitarra acústica)
- Evan Hartzell (batería)
- Ken Boudakian (guitarra)
- Merlo Podlewski (guitarra)

## Discografía

### Álbumes
- The Blue Moods of Spain ( Restless Records, 1995)
- She Haunts My Dreams (Restless Records, 1999)
- I believe(Restless Records, 2001)
- Spirituals:The Best of Spain (Restless Records, 2003)
- The Blue Moods of Spain: A History, pt. 1 (grabaciones de Diamond Soul, 2010)
- The Blue Moods of Spain: A History, pt. 2 (grabaciones de Diamond Soul, 2011)
- The Soul of Spain ( Glitterhouse Records, 2012)
- The Morning Becomes Eclectic Session (Glitterhouse Records, 2013)
- Sargent Place ( Dine Alone /Glitterhouse Records, 2014)[1]
- Carolina (Glitterhouse Records, 2016)
- Live at the Long Song (en vivo) (Glitterhouse Records, 2017)
- Pincel de mandala (Glitterhouse Records, 2018)

### Singles registrados
| Título             | Año  | Posición más alta | Álbum                |
| Título             | Año  | Australia         | Álbum                |
| ------------------ | ---- | ----------------- | -------------------- |
| "Every Time I Try" | 1997 | 60                | She Haunts My Dreams |